# Escudo de Cáceres
El escudo de la ciudad de Cáceres posee la siguiente descripción heráldica: En un campo partido, de gules (rojo), un castillo oro (amarillo o dorado), almenado de tres almenas, mamposteado de sable (negro) y aclarado de azur (azul); y de plata, un león rampante, de púrpura (con frecuencia de gules), linguado del mismo esmalte (color), uñado y armado de plata y coronado de oro. 
Al timbre corona real cerrada que es un círculo de oro, engastado de piedras preciosas, compuesta de ocho florones de hojas de acanto, visible cinco, interpoladas de perlas y de cuyas hojas salen sendas diademas sumadas de perlas, que convergen en el mundo de azur o azul, con el semimeridiano y el ecuador en oro, sumado de cruz de oro. La corona forrada de gules o rojo.
El escudo de la ciudad de Cáceres se creó el 23 de abril de 1229 cuando el rey Alfonso IX de León reconquistó la ciudad y la ciudad empleó como su blasón el escudo del monarca compuesto por un león (véase Escudo de León). A partir de los reinados de Fernando IV, el Emplazado y Fernando III de Castilla parte de la población de la ciudad, de origen castellano y enfrentada a la de origen leonés, gallego y asturiano, comenzó a utilizar las armas del rey de Castilla (un castillo de oro en campo de gules) como blasón de la ciudad. De esta forma en la ciudad de Cáceres se emplearon dos sellos: el original, empleado por el bando leonés y el de Castilla, empleado por los castellanos. 
Esta dualidad de sellos persistió hasta la ordenanza dada por la reina Isabel la Católica en 9 de julio de 1477, en la que mandó que la ciudad de Cáceres adoptase un único sello en el que apareciesen unidas las armas de los monarcas de Castilla y de León:

[...] desfagan los dos sellos que tienen del Concejo y fagan uno y non más; que tenga un escudo de armas y en la mitad dél aya un castillo e en la otra mitad un león; las quales armas yo doy por armas propias suyas a la dicha Villa de Cáceres para siempre jamás.

## Curiosidades
- La ciudad homónima, situada en el departamento de Antioquia (Colombia), tiene el mismo escudo.[2]